# Оберндорф ам Некар
Оберндорф ам Некар (њем. Oberndorf am Neckar) град је у њемачкој савезној држави Баден-Виртемберг. Једно је од 21 општинског средишта округа Ротвајл. Према процјени из 2010. у граду је живјело 14.641 становника. Посједује регионалну шифру (AGS) 8325045.

## Историја
У Оберндорфу су 1874. године браћа Вилхелм (1834-1882) и Паул Маузер (1838-1914) основали фабрику оружја Маузер, која је крајем 19. и почетком 20. века била водећи произвођач оружја у Европи.

## Географски и демографски подаци
Оберндорф ам Некар се налази у савезној држави Баден-Виртемберг у округу Ротвајл. Град се налази на надморској висини од 506 метара. Површина општине износи 55,9 km². У самом граду је, према процјени из 2010. године, живјело 14.641 становника. Просјечна густина становништва износи 262 становника/km².

## Међународна сарадња
| Мјесто    | Држава    | Врста сарадње | Од    |
| --------- | --------- | ------------- | ----- |
|           | Француска | партнерство   | 1982. |
| Оберндорф | Аустрија  | партнерство   | 1982. |
| Извор     |           |               |       |